# デンドロビウム・ワーディアヌム
デンドロビウム・ワーディアヌム Dendrobium wardianum Warner は、セッコク属のラン科植物の1種。細長く垂れ下がる茎から白を中心とした彩り華やかな花をつける。

## 特徴
着生するの多年生草本で落葉性である。茎は短く、長く伸びる偽鱗茎は二次茎に当たる。偽鱗茎は50～70cmであるが、時には長さ120cmにも達し、円柱形をしている。ただし長さに比して細く、太さは1-1.8cmしかなく、垂れ下がる。葉は長さ8-15cmになり、披針形でやや柔らかい。
花期は春。花茎は落葉した茎の先端近くの節から生じ、花茎は短くて一つの茎に1-3個をつける。花は径6～7cm、子房柄はとても長い。萼片は長楕円形、側花弁は卵形をしており、いずれも白で先端が桃紫色に染まる。唇弁はその基部は蕊柱を包み、先に向かって円形に広がり、白で先端が紫、基部には1対の濃紫褐色の斑紋がまるで目のように入っており、喉部から目のような斑紋の周りまでは周辺は橙黄色となっている。また喉状部の表面は微小な毛状の突起を密生していてビロード状になっている。
種小名は人名による。

## 分布と生育環境など
インドのアッサム地方、ミャンマー、タイ、ラオス、中国に分布する。
日当たりの良い樹木の幹に着生するもので、標高1500～2000mの涼しい山地帯に生育している。この地域では春から秋までが雨期であり、本種はこの時期に芽を出して成長して葉を広げ、秋から冬の乾期には葉を落として休眠に入り、春に気温が上がって雨が降る時期に花をつける。

## 利用
洋ランとして栽培される。原種としては普及しているものの一つである。花が大きくて一つの花に四色が綺麗に配置されており、鑑賞価値は高い。
他方、本属の植物には薬草として扱われるものがいくつもあるが、本種も原産地の一部ではかつて薬用とされ、中国雲南省では慢性病に用いられた。その成分について現代的な研究も行われ、特殊な成分がいくつか見いだされている。
しかしそれらの利用のため違法な採取が行われ、また生育環境の破壊も進んでいるために、本種は絶滅が危惧されている。